# Hirvasjärvi (sjö i Lappland, lat 66,55, long 28,55)
Hirvasjärvi är en sjö i Finland. Den ligger i kommunen Salla i landskapet Lappland, i den norra delen av landet, 700 km norr om huvudstaden Helsingfors. Hirvasjärvi ligger 254,5 meter över havet. Den är 9,6 meter djup. Arean är 2,56 kvadratkilometer och strandlinjen är 13,82 kilometer lång. Sjön  ingår i Koundaälvens huvudavrinningsområde. 